# Blok 15
Blok 15 is een bestuurslaag in het regentschap Aceh Singkil van de provincie Atjeh, Indonesië. Blok 15 telt 1641 inwoners (volkstelling 2010).